# Chomérac
Chomérac, en occitan Chaumairac, prononcé localement « tchaomey-ra » est une commune française située dans le département de l'Ardèche, en région Auvergne-Rhône-Alpes.
Ses habitants sont appelés les Choméracois et les Choméracoises.

## Géographie

### Situation et description
Le village de Chomérac est situé sur les contreforts orientaux du Massif central, à 10 km du Rhône, au pied des pentes nord du plateau basaltique du Coiron, en bordure sud-est du plateau calcaire des Grads, dans une large vallée fertile incisée par les rivières Payre et Vérone, à l’ouest de la Montagne d’Andance. La commune, située dans le canton de Privas (et légèrement à l'est de cette ville) est rattachée à la communauté d'agglomération Privas Centre Ardèche.

### Climat
Pour des articles plus généraux, voir Climat d'Auvergne-Rhône-Alpes et Climat de l'Ardèche.
En 2010, le climat de la commune est de type climat méditerranéen franc, selon une étude du CNRS s'appuyant sur une série de données couvrant la période 1971-2000. En 2020, Météo-France publie une typologie des climats de la France métropolitaine dans laquelle la commune est exposée à un climat méditerranéen et est dans la région climatique Provence, Languedoc-Roussillon, caractérisée par une pluviométrie faible en été, un très bon ensoleillement (2 600 h/an), un été chaud (21,5 °C), un air très sec en été, sec en toutes saisons, des vents forts (fréquence de 40 à 50 % de vents > 5 m/s) et peu de brouillards.
Pour la période 1971-2000, la température annuelle moyenne est de 12,9 °C, avec une amplitude thermique annuelle de 18 °C. Le cumul annuel moyen de précipitations est de 989 mm, avec 6,7 jours de précipitations en janvier et 4,6 jours en juillet. Pour la période 1991-2020, la température moyenne annuelle observée sur la station météorologique installée sur la commune est de 13,2 °C et le cumul annuel moyen de précipitations est de 1 104,9 mm,. Pour l'avenir, les paramètres climatiques de la commune estimés pour 2050 selon différents scénarios d'émission de gaz à effet de serre sont consultables sur un site dédié publié par Météo-France en novembre 2022.
| Mois                                  | jan.           | fév.             | mars            | avril         | mai           | juin           | jui.           | août           | sep.          | oct.          | nov.            | déc.             | année     |
| ------------------------------------- | -------------- | ---------------- | --------------- | ------------- | ------------- | -------------- | -------------- | -------------- | ------------- | ------------- | --------------- | ---------------- | --------- |
| Température minimale moyenne (°C)     | 1,1            | 1,3              | 4               | 6,6           | 10,3          | 14             | 15,8           | 15,5           | 12,1          | 9,3           | 4,8             | 1,8              | 8,1       |
| Température moyenne (°C)              | 4,7            | 5,7              | 9,3             | 12,2          | 16,1          | 20,2           | 22,4           | 22,1           | 17,9          | 13,8          | 8,6             | 5,3              | 13,2      |
| Température maximale moyenne (°C)     | 8,4            | 10               | 14,6            | 17,8          | 22            | 26,3           | 29             | 28,7           | 23,8          | 18,4          | 12,3            | 8,8              | 18,3      |
| Record de froid (°C) date du record   | −20 04.01.1971 | −11,5 18.02.1983 | −11,3 02.03.05  | −4,2 08.04.21 | −1 05.05.1979 | 2,9 03.06.1975 | 7,4 12.07.1993 | 5,5 30.08.1986 | 1 29.09.1972  | −3,3 26.10.03 | −8,5 28.11.1985 | −11,5 30.12.1976 | −20 1971  |
| Record de chaleur (°C) date du record | 20,9 10.01.15  | 22,5 24.02.1990  | 25,9 25.03.1994 | 28,7 21.04.18 | 33,8 22.05.22 | 39,4 28.06.19  | 39,7 18.07.22  | 41,3 23.08.23  | 34,4 04.09.23 | 30,1 09.10.23 | 22,1 08.11.15   | 20,1 31.12.21    | 41,3 2023 |
| Précipitations (mm)                   | 86,8           | 52,2             | 59,9            | 82,4          | 86,8          | 64,2           | 64,6           | 61,7           | 126,5         | 168,3         | 165,2           | 86,3             | 1 104,9   |

### Hydrographie
La commune se trouve à environ 5 km à l'ouest du Rhône.
Elle est traversée par la Payre ou elle conflue avec son principal affluent la Vérone (Ruisseau du Cheval mort).

### Voies de communication et transports
Le territoire communal de Chomérac est traversé par la RD2 et la RD3 qui relient la commune à la vallée du Rhône.
L'accès à l'autoroute française A7 se trouve à la Sortie 16 de Loriol-sur-Drome situé à environ 13 km.
La commune est traversée par la ligne de Bus TER reliant Privas à Montelimar.
Elle est également desservie par le service de bus "TCAP" de l'agglomération de Privas la reliant jusqu'a Le Pouzin.
Les gares SNCF les plus proches sont celles de Loriol-sur-Drôme à 16 km , Montélimar 
à 24 km ou encore Valence-TGV Rhône-Alpes Sud à 48 km.
La commune est également traversée par la piste cyclable dite "Voie douce de la Payre" reliant Privas à Le Pouzin et la ViaRhôna.

## Urbanisme

### Typologie
Au 1er janvier 2024, Chomérac est catégorisée bourg rural, selon la nouvelle grille communale de densité à 7 niveaux définie par l'Insee en 2022.
Elle appartient à l'unité urbaine de Chomérac, une agglomération intra-départementale dont elle est ville-centre,. Par ailleurs la commune fait partie de l'aire d'attraction de Privas, dont elle est une commune de la couronne,. Cette aire, qui regroupe 24 communes, est catégorisée dans les aires de moins de 50 000 habitants,.

### Occupation des sols
L'occupation des sols de la commune, telle qu'elle ressort de la base de données européenne d’occupation biophysique des sols Corine Land Cover (CLC), est marquée par l'importance des territoires agricoles (47 % en 2018), en diminution par rapport à 1990 (50,8 %). La répartition détaillée en 2018 est la suivante :
prairies (27,7 %), forêts (27,6 %), milieux à végétation arbustive et/ou herbacée (15,9 %), zones agricoles hétérogènes (14,2 %), zones urbanisées (9,4 %), terres arables (5 %), mines, décharges et chantiers (0,1 %).
L'évolution de l’occupation des sols de la commune et de ses infrastructures peut être observée sur les différentes représentations cartographiques du territoire : la carte de Cassini (XVIIIe siècle), la carte d'état-major (1820-1866) et les cartes ou photos aériennes de l'IGN pour la période actuelle (1950 à aujourd'hui).

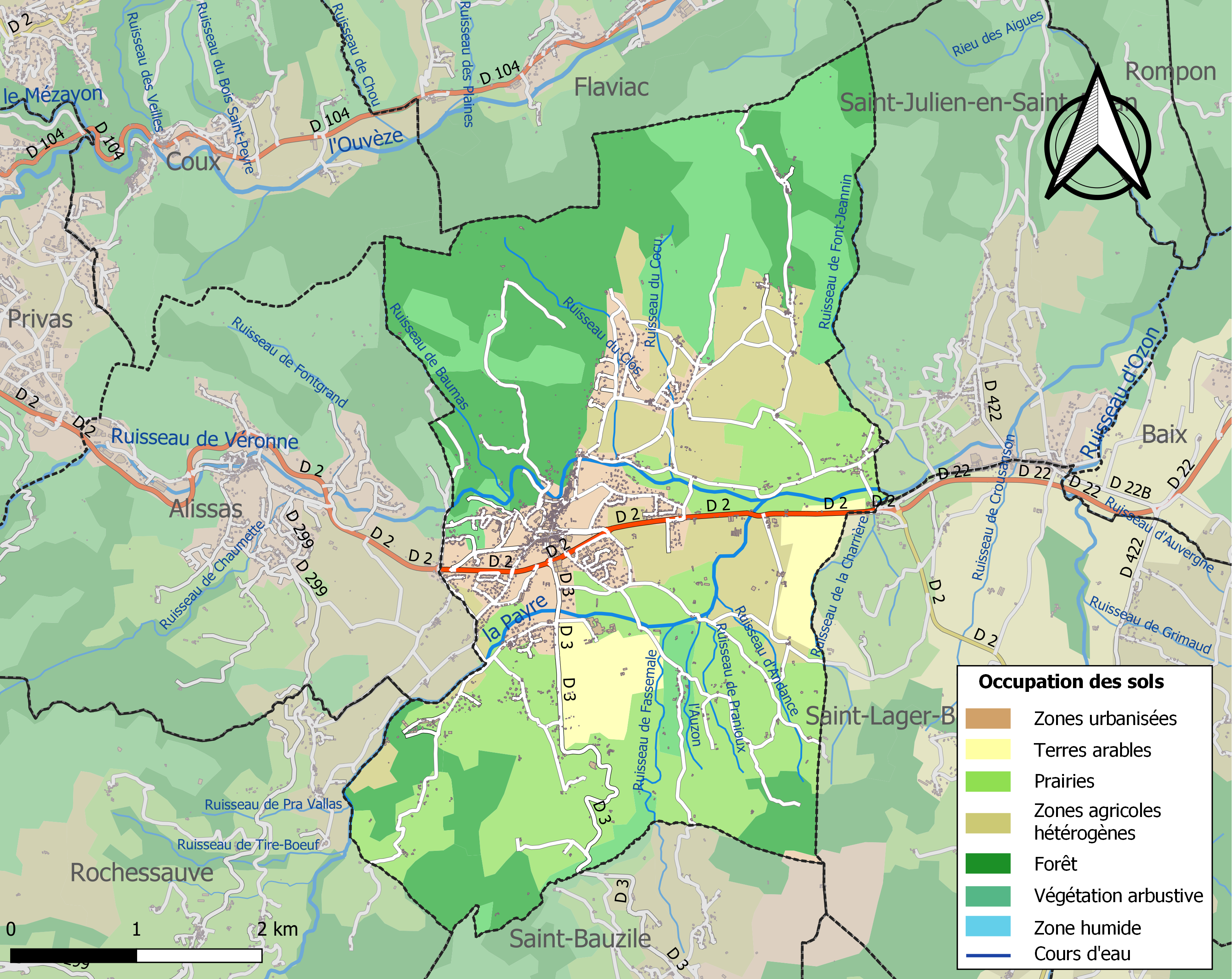
Carte des infrastructures et de l'occupation des sols de la commune en 2018 (CLC).

### Risques naturels

#### Risques sismiques
La totalité du territoire de la commune de Chomérac est situé en zone de sismicité no 3 (sur une échelle de 1 à 5), comme la plupart des communes situées dans la vallée du Rhône et la Basse Ardèche, mais non loin de la limite orientale de la zone no 2 qui correspond au plateau ardéchois.
| Type de zone | Niveau            | Définitions (bâtiment à risque normal) |
| ------------ | ----------------- | -------------------------------------- |
| Zone 3       | Sismicité modérée | accélération = 1,1 m/s2                |

## Toponymie
Transcrit Chalmairaco en 1464, l’origine du nom de Chomérac s'apparente à l'occitan chauma désignant un plateau rocheux et dénudé, de la racine ligure CALM-/CHALM- de même sens. La partie ancienne du village, le centre du village et son château sont d’ailleurs bâtis en hauteur, sur une large proéminence rocheuse de bancs calcaires massifs en bordure sud-est du Plateau des Grads.

## Histoire
Véritable ouverture depuis la vallée du Rhône vers le Massif central, Chomérac a été très tôt habitée. Dès le paléolithique moyen, des hommes s'installent dans les grottes. Les Romains occupent également Chomérac (restes de tegulae, de villae et d'une voie romaine).
Chomérac est durement touchée par les guerres de Religion. En 1621, le village est possédé par le catholique duc de Ventadour. Assiégé, il tombe aux mains du protestant monsieur de Blacons le 14 octobre 1621. Tour à tour assiégé par les deux parties, il changera encore de mains six fois, jusqu'au siège de 1628, au cours duquel les catholiques reprennent définitivement le village aux huguenots. Cette prise sera utile pour le siège de Privas de 1629 par Louis XIII et Richelieu.
L'industrie s'installera très tôt à Chomérac, grâce au travail de la soie (jusqu'à 15 moulinages au XIXe siècle) et à la carrière de marbre qui livrera toute la région, jusqu'à l'étranger.

## Politique et administration

### Liste des maires
| Période                                  | Période                   | Identité                  | Étiquette   | Qualité |
| ---------------------------------------- | ------------------------- | ------------------------- | ----------- | --- |
| Les données manquantes sont à compléter. |                           |                           |             | |
| 1790                                     | 1793                      | François Reboul           |             | |
| 1793                                     | 1796                      | Jean-Baptiste Téoule      |             | |
| 1796                                     | 1799                      | Charles Etienne Bouvier   |             | |
| 1799                                     | 1800                      | Jean-Baptiste Téoule      |             | |
| 1800                                     | 1801                      | Jacques Joseph Molines    |             | |
| 1801                                     | 1801                      | Jean-Baptiste Téoule      |             | |
| 1801                                     | 1801                      | Antoine Joseph Téoule     |             | |
| 1801                                     | 1803                      | Jean-Louis Sabatier       |             | |
| 1803                                     | 1821                      | Auguste Vanel de Lisleroy |             | |
| 1821                                     | 1824                      | Jean-Baptiste Téoule      |             | |
| 1824                                     | 1830                      | Auguste Vanel de Lisleroy |             | |
| 1830                                     | 1833                      | Aimé Delarbre             |             | |
| 1833                                     | 1838                      | Florentin Gamon           |             | |
| 1838                                     | 1848                      | Aimé Labeille             |             | |
| 1848                                     | 1849                      | Charles Blanc             |             | |
| 1849                                     | 1851                      | Louis Vialette            |             | |
| 1851                                     | 1853                      | Aimé Labeille             |             | |
| 1853                                     | 1856                      | Hippolyte Dejoux          |             | |
| 1856                                     | 1861                      | Jacques Guérin            |             | |
| 1861                                     | 1870                      | Ernest de Plagniol        |             | |
| 1870                                     | 1874                      | Louis Vialette            |             | |
| 1874                                     | 1876                      | Ernest de Plagniol        |             | |
| 1876                                     | 1880                      | Louis Vialette            |             | |
| 1880                                     | 1904                      | Charles Blanc             |             | |
| 1904                                     | 1908                      | Louis Eldin               |             | |
| 1908                                     | 1919                      | Charles Terrasse          |             | |
| 1919                                     | 1925                      | Charles Bresson           |             | |
| 1925                                     | 1929                      | Ferdinand Chambouleyron   |             | |
| 1929                                     | 1935                      | Antoine Serret            |             | |
| 1935                                     | 1936                      | Louis Maisonneuve         |             | |
| 1936                                     | 1942                      | Louis Mathieu             |             | |
| 1942                                     | 1944                      | André Chareyre            | DVD         | Maître mécanicien |
| 1944                                     | 1946                      | Louis Mathieu             |             | |
| 1946                                     | 1947                      | Louis Béraud              |             | |
| octobre 1947                             | mars 1959                 | Pierre Gibaud             | DVD         | Négociant Conseiller général |
| mars 1959                                | 6 mars 1965 (décès)       | André Chareyre            | CNIP        | Artisan mécanicien Député (1958-1962) |
| mars 1965                                | mars 1971                 | Louis Pourchaire          | DVD         | Hôtelier- restaurateur |
| mars 1971                                | 1987 (décès)              | Yves Perrin               | RI puis UDF | Avocat Conseiller général |
| 1987                                     | 1989                      | Roger Bresson             | DVD         | Artisan en maçonnerie |
| mars 1989                                | mars 2001                 | Philippe Jardin           | PS          | Médecin |
| mars 2001                                | mars 2008                 | Édouard Leveugle          | DVD         | Chef d'entreprise |
| mars 2008                                | 30 juin 2014 (annulation) | Noël Bouverat             | PS          | Cadre Chef de projet R & D Président de la CAPCA en 2014                                                                                        |
| septembre 2014                           | En cours                  | François Arsac            | DVD         | Lieutenant-Colonel de gendarmerie, Conseiller cabinet ministériel, Président de la communauté d'agglomération Privas Centre Ardèche depuis 2020 |

## Population et société

### Démographie
L'évolution du nombre d'habitants est connue à travers les recensements de la population effectués dans la commune depuis 1793. Pour les communes de moins de 10 000 habitants, une enquête de recensement portant sur toute la population est réalisée tous les cinq ans, les populations de référence des années intermédiaires étant quant à elles estimées par interpolation ou extrapolation. Pour la commune, le premier recensement exhaustif entrant dans le cadre du nouveau dispositif a été réalisé en 2008.

En 2022, la commune comptait 3 094 habitants, en évolution de +1,78 % par rapport à 2016 (Ardèche : +2,48 %, France hors Mayotte : +2,11 %).
| 1793  | 1800  | 1806  | 1821  | 1831  | 1836  | 1841  | 1846  | 1851  |
| ----- | ----- | ----- | ----- | ----- | ----- | ----- | ----- | ----- |
| 1 672 | 1 566 | 1 597 | 1 976 | 2 687 | 2 553 | 2 505 | 2 732 | 2 552 |

| 1856  | 1861  | 1866  | 1872  | 1876  | 1881  | 1886  | 1891  | 1896  |
| ----- | ----- | ----- | ----- | ----- | ----- | ----- | ----- | ----- |
| 2 282 | 2 454 | 2 174 | 2 217 | 2 356 | 2 390 | 2 409 | 2 402 | 2 298 |

| 1901  | 1906  | 1911  | 1921  | 1926  | 1931  | 1936  | 1946  | 1954  |
| ----- | ----- | ----- | ----- | ----- | ----- | ----- | ----- | ----- |
| 2 143 | 2 133 | 1 977 | 1 555 | 1 702 | 1 702 | 1 353 | 1 364 | 1 582 |

| 1962  | 1968  | 1975  | 1982  | 1990  | 1999  | 2006  | 2008  | 2013  |
| ----- | ----- | ----- | ----- | ----- | ----- | ----- | ----- | ----- |
| 1 550 | 1 702 | 1 686 | 1 968 | 2 306 | 2 450 | 2 643 | 2 689 | 2 990 |

| 2018  | 2022  | - | - | - | - | - | - | - |
| ----- | ----- | - | - | - | - | - | - | - |
| 3 020 | 3 094 | - | - | - | - | - | - | - |

### Enseignement
La commune est rattachée à l'académie de Grenoble et compte deux établissements scolaires publics :
- le groupe scolaire Paul Vincensini : écoles maternelle et primaire
- le lycée d'enseignement professionnel Léon Pavin

La commune compte également une école primaire privée : Présentation de Marie.

### Sports
- Equipes de football : Entente Sportive Chomerac
- Site d'escalade des carrières
- Club de basketball : Chomerac Basket Club

### Médias

#### Presse écrite
La commune est située dans la zone de distribution de deux organes de la presse écrite :
- L'Hebdo de l'Ardèche

Il s'agit d'un journal hebdomadaire français basé à Valence et diffusé à Privas depuis 1999. Il couvre l'actualité de tout le département de l'Ardèche.
- Le Dauphiné libéré

Il s'agit d'un journal quotidien de la presse écrite française régionale distribué dans la plupart des départements de l'ancienne région Rhône-Alpes, notamment l'Ardèche. La commune est située dans la zone d'édition de Privas.

#### Presse audiovisuelle
- Ici Drôme Ardèche est la station de radio publique locale émettant sur le secteur de Privas et tout le département de l'Ardèche.
- La radio MTI diffuse ses programmes, dans la Drôme, en Ardèche, dans le Vaucluse et dans le Gard.

### Cultes
La communauté catholique et l'église paroissiale (propriété de la commune) sont rattachées à la paroisse Sainte Mère Térésa dont la maison paroissiale est à Privas. Cette paroisse dépend du diocèse de Viviers.
Le Temple protestant de l'Eglise Unie de Chomérac se trouve également proche du centre ville.

## Culture locale et patrimoine

### Lieux et monuments
- Donjon du château, dans le vieux Chomérac, vestige des guerres de religion.
- Château du Bijou (lieu-dit le Bijou) : l'édifice construit au XVIIe siècle par le marquis de Gerlande, domine 26 hectares de bois privés.
- Église Saint-Eustache de Chomérac.
- Château du Bois.
- Château de Mauras.
- Hôtel de ville, ancien hôtel particulier de la famille Grel, dont le salon (actuelle salle des mariages) renferme des toiles attribuées à Claude Joseph Vernet.
- Aqueduc de la Neuve, rare exemple d'aqueduc industriel, amenant l'eau à un moulinage.
- Carrières de marbre (dans les communes de Chomérac et d'Alissas).
- Grotte de Tourange.
- Nombreux moulinages dont un des premiers appelé « La Royale ».
- L'ancienne voie de chemin de fer reconvertie en voie douce du Pouzin à Privas[22].

### Films tournés à Chomérac
- 1973 : Les Cinq Dernières Minutes, épisode n°56 : Un gros pépin dans le chasselas de Claude-Jean Bonnardot[23]
- 1976 : Le Juge et l'Assassin de Bertrand Tavernier[23]
- 1996-1999 : Le Refuge d'Alain Schwarstein (série télévisée)[23]
- 2000 : La Bicyclette bleue de Thierry Binisti (mini-série)[23]
- 2009 : Elles et moi de Bernard Stora (téléfilm)[23]

### Personnalités liées à la commune
- Frédéric Front (Paris 1874 - Chomérac 1962), peintre[24] ayant terminé sa vie à Chomérac[25]

### Héraldique
| Blason de Chomérac | Blason  | D'argent au lion de gueules.                     |
| Blason de Chomérac | Détails | Le statut officiel du blason reste à déterminer. |